# 木蜡酸
木蜡酸，又称二十四酸，是一种饱和脂肪酸，化学式为C23H47COOH。它存在于木焦油、各种脑苷脂和大多数天然脂肪中。花生油的脂肪酸中含有少量木蜡酸（1.1% – 2.2%）。这种脂肪酸也是木质素生产的副产品。
将木蜡酸还原会得到木蜡醇。